# Jordi Jané
Pour le joueur français de rugby à XV, voir Julien Jané.
Jordi Jané i Guasch, né le 26 novembre 1963 à L'Arboç en Catalogne, est un homme politique catalan.
Membre de la Joventut Nacionalista de Catalunya (JNC) lors de sa fondation en 1980, il adhère à Convergence démocratique de Catalogne (CDC) en 1986. Entre 1986 et 1999, il travaille comme conseiller juridique du groupe parlementaire de Convergence et Union (CiU) au Congrès des députés espagnol. En 1999, il devient député au Congrès, et exerce cette fonction pendant cinq législatures consécutives. Il est porte-parole parlementaire adjoint de CiU entre 2000 et 2008, président de la commission parlementaire de la sécurité routière entre 2004 et 2011, tête de liste de CiU dans la circonscription de Tarragone aux élections générales espagnoles de 2008 et de 2011, et quatrième vice-président du Congrès des députés entre 2008 et 2015. Il quitte son siège de député en 2015 pour entrer au gouvernement catalan d'Artur Mas comme conseiller à l'intérieur, lors du remaniement ministériel suivant la rupture de CiU. Il exerce les mêmes fonctions dans le gouvernement de Carles Puigdemont entre 2016 et 2017.

## Biographie

### Formation et carrière professionnelle
Jordi Jané i Guasch est né le 26 novembre 1963 à L'Arboç, dans le Baix Penedès, en Catalogne. Il est issu d'une famille de commerçants de L'Arboç. Il est titulaire d'une licence de droit de l'université de Barcelone (UB) et d'un master de droit comparé de l'université autonome de Barcelone (UAB). Il a publié des livres sur la justice constitutionnelle et la justice de proximité.
Il est avocat, et professeur de droit constitutionnel à l'université Pompeu Fabra de Barcelone à partir de 1990, et à l'université Rovira i Virgili de Tarragone.

### Conseiller juridique du groupe parlementaire de CiU
Jordi Jané s'engage au sein de la Joventut Nacionalista de Catalunya au moment de sa fondation en 1980. Il est élu président de la délégation du Baix Penedès. En 1986, à l'âge de vingt-trois ans, il adhère à Convergence démocratique de Catalogne (CDC).
De 1986 à février 1999, il est secrétaire général et conseiller juridique du groupe parlementaire de Convergence et Union (CiU) au Congrès des députés espagnol. Il travaille auprès du président du groupe, Miquel Roca.

### Député au Congrès
En février 1999, Jordi Jané devient député au Congrès des députés espagnol, après la démission de Francesc Homs i Ferret (ca), qui abandonne la vie politique pour travailler dans le secteur privé,.
Lors des élections générales espagnoles de 2000, la constitution de la candidature de Convergence et Union (CiU) est source de tensions internes entre les souverainistes et les modérés. La tête de liste dans la circonscription de Barcelone, Xavier Trias, souhaite promouvoir Jordi Jané au détriment de Carles Campuzano, député sortant et souverainiste. Il le place en cinquième position de la liste, devant Carles Campuzano qui est rétrogradé à la sixième place. CiU obtient neuf sièges, comme en 1996, et Jordi Jané est élu député.
Au Congrès, il est nommé porte-parole adjoint de CiU. Il travaille dans l'ombre du président d'Unió Democràtica et homme fort de CiU à Madrid, Josep Antoni Duran i Lleida. Ses marges de manœuvre sont limitées, car le gouvernement de José María Aznar, dirigé par le Parti populaire (PP), dispose de la majorité absolue. En septembre 2000, il est l'auteur d'une proposition de modification des plaques d'immatriculation, qui vise à rétablir les références territoriales éliminées par le gouvernement au profit du seul « E » d'Espagne et du drapeau européen. La proposition est soutenue par tous les groupes d'opposition, mais repoussée par le PP. En 2001, il est le porte-parole de CiU à la commission d'enquête sur l'affaire Gescartera (es). Pendant la VIIe législature, il est également membre de la commission de la justice et de l'intérieur, de la commission de l'économie et de la fiscalité, de la commission des infrastructures, de la commission du régime des administrations publiques, et la commission de la science et de la technologie, et de la commission du règlement.
Aux élections générales espagnoles de 2004, Jordi Jané est candidat en sixième position sur la liste de CiU dans la circonscription de Barcelone. La victoire du Parti socialiste ouvrier espagnol (PSOE) de José Luis Rodríguez Zapatero, sans majorité absolue, rend leur importance aux partis minoritaires, qui peuvent à nouveau peser dans les négociations parlementaires. Jordi Jané demeure porte-parole adjoint de CiU et seconde Josep Antoni Duran i Lleida.
Au cours de la VIIIe législature, il est à l'origine de la création de la commission de la sécurité routière et de la prévention des accidents de la circulation, dont il est élu président à l'unanimité. Il conduit au sein de cette commission l'élaboration de la réforme de la loi sur la circulation de 2005 créant le permis de conduire à points, qui est son œuvre majeure au Congrès. En 2004, il est porte-parole de CiU à la commission d'enquête sur les attentats de Madrid du 11 mars 2004. Il est également membre de la commission de la justice, de la commission des infrastructures et du logement, de la commission des administrations publiques, de la commission de la santé et de la consommation, et de la commission du règlement.

### Quatrième vice-président du Congrès
Pour les élections générales espagnoles de 2008, Convergència envisage de présenter Jordi Jané comme tête de liste dans la circonscription de Tarragone, mais cette option est d'abord écartée, car il n'a pas de liens avec les fédérations locales du parti. La direction prévoit de le placer au cinquième rang dans la circonscription de Barcelone, à la place précédemment occupée par Carles Campuzano, qui doit être candidat au Sénat. Cependant, ce dernier refuse de se présenter au Sénat. Convergència envisage alors de présenter Jordi Jané au Sénat à sa place.
En janvier 2008, Dolors Batalla (ca), qui devait conduire la liste de Convergence et Union (CiU) dans la circonscription de Tarragone, renonce pour des motifs personnels. La direction désigne alors Jordi Jané comme tête de liste. Cette décision est une déception pour les militants, car Jordi Jané est inconnu à Tarragone. Bien que natif de la circonscription, il a fait carrière à Barcelone et à Madrid. De plus, le précédent candidat, Josep Maldonado (ca), provenait de la même comarque, le Baix Penedès, alors que d'autres fédérations locales ont davantage de militants.
Réélu député, il est élu quatrième vice-président du Congrès le 1er avril 2008, avec 63 voix. Au cours de la IXe législature, il est membre de la commission de la justice, de la commission des infrastructures, de la commission de l'industrie, du tourisme et du commerce, de la commission de l'environnement, de l'agriculture et de la pêche, de la commission de la politique territoriale, et de la commission du règlement.
Aux élections générales espagnoles de 2011, Jordi Jané est à nouveau tête de liste de CiU dans la circonscription de Tarragone. CiU arrive en tête pour la première fois aux élections générales depuis 1977, avec 30 % des voix, et obtient deux députés.
Jordi Jané est réélu quatrième vice-président du Congrès des députés avec 47 voix le 13 décembre 2011, grâce à l'appui du Parti populaire qui permet à CiU d'être représentée au bureau. Il quitte la présidence de la commission de la sécurité routière, où Pere Macias (ca) lui succède. Il se consacre aux questions de justice, et devient porte-parole de CiU dans les commissions de l'intérieur et de la justice après le retrait de Mercè Pigem (ca). En 2014, il présente une proposition de loi pour rendre la maîtrise du catalan obligatoire pour les juges et procureurs souhaitant exercer en Catalogne, qui est rejetée par le Congrès. La même année, il défend l'abrogation de la loi sur les taxes judiciaires. Il est également membre de la commission des infrastructures, où il promeut les projets de développement d'infrastructures dans sa circonscription de Tarragone,.
Il démissionne du Congrès en juin 2015 pour entrer au gouvernement. Il est remplacé par Teresa Gomis (ca).

### Conseiller à l'intérieur dans le gouvernement d'Artur Mas
En juin 2015, la rupture de Convergence et Union (CiU) conduit au départ des conseillers d'Unió du gouvernement d'Artur Mas. Jordi Jané est nommé conseiller à l'intérieur le 22 juin 2015 pour remplacer Ramon Espadaler (ca). Ce dernier s'était attaché à apaiser la gestion du département ministériel après une période troublée, marquée par les critiques envers l'action des forces de police après l'affaire Juan Andrés Benítez (ca), l'affaire Ester Quintana (ca) et les affrontements avec les Indignés. De plus, Jordi Jané prend ses fonctions dans un moment de tensions politiques avec le ministre de l'intérieur espagnol, Jorge Fernández Díaz, dans le contexte du processus indépendantiste catalan, et après la découverte de la divulgation par la police espagnole d'informations sur les Mossos d'Esquadra à une cellule terroriste. Lors de sa prise de fonction, il évoque la fonction de « structure d'État » que doit tenir la police catalane pour la construction d'un État indépendant.
Trois sujets principaux occupent son action au cours des six mois qu'il exerce au gouvernement. Face à la menace d'attentats terroristes en Europe, il défend la participation des Mossos d'Esquadra au Centro de Inteligencia contra el Terrorismo y el Crimen Organizado (es) et l'échange d'informations entre les polices d'Espagne. Alors que l'enquête se poursuit sur l'affaire Ester Quintana (ca), une femme qui a perdu un œil à la suite d'un tir de balle en caoutchouc en 2012, il manifeste une volonté d'apaisement, et provisionne 260 000 euros devant le juge, comme « geste de bonne volonté ». Enfin, il est confronté à de nouvelles accusations de violences policières après qu'un vendeur à la sauvette a trouvé la mort en chutant d'un balcon lors d'une opération de police en août 2015 à Salou.

### Conseiller à l'intérieur dans le gouvernement de Carles Puigdemont
Après les élections autonomiques du 27 septembre 2015, qui ont vu la victoire de la liste d'union indépendantiste de Junts pel Sí (JxSí), Convergència souhaite que Jordi Jané reste conseiller à l'intérieur. Sa partenaire de coalition, Esquerra Republicana, ne s'y oppose pas, car il n'est pas mêlé aux affaires de corruption qui ont entaché son parti. En janvier 2016, il est de nouveau nommé conseiller à l'intérieur dans le nouveau gouvernement de Carles Puigdemont. Il incarne un profil modéré et conciliant de Convergència.
En avril 2016, il annonce que le gouvernement prépare un projet de loi pour organiser la police de Catalogne. Le projet prévoit d'unifier partiellement les Mossos et les polices locales au sein d'une « police de Catalogne », dans le but de moderniser et de coordonner les législations sur la police. En septembre de la même année, il présente un Plan stratégique pour les pompiers, qui prévoit un budget de 207 millions d'euros pour recruter des agents et remplacer les anciens véhicules.
Son action au gouvernement est marquée par les polémiques récurrentes avec la Candidature d'unité populaire (CUP), dont dépend la majorité parlementaire indépendantiste. La CUP réclame régulièrement que les Mossos d'Esquadra refusent d'appliquer les ordres de l'État espagnol dans les affaires de désobéissance civile impliquant des militants de la CUP. Elle remet également en question la sincérité de l'engagement indépendantiste de Jordi Jané. En novembre 2016, celui-ci est l'objet des critiques de la CUP après l'arrestation de la maire de Berga, Montse Venturós (ca), qui avait refusé de décrocher une estelada de la façade de la mairie. Il exprime son soutien à Montse Venturós, sans remettre en cause l'action des Mossos d'Esquadra dans le cadre de la légalité espagnole. Un mois plus tard, la CUP réclame sa démission, après que la police catalane a arrêté plusieurs militants, qui avaient brûlé des photos du roi Felipe VI, pour les remettre à la police espagnole. Elle accuse les Mossos d'Esquadra d'avoir agi d'office contre les militants et estime que Jordi Jané agit « dans un mode autonomique ». Jordi Jané conteste que l'arrestation des militants ait été ordonnée par son département. Le président Carles Puigdemont lui renouvelle son soutien. Les conflits entre Jordi Jané et la CUP sont une illustration des divergences stratégiques de la majorité indépendantiste, entre le gouvernement de Junts pel Sí, qui s'est engagé à mener à terme le processus souverainiste, et la CUP qui promeut des actes de rupture immédiate avec l'État espagnol.
Deux projets importants aboutissent au début de l'été 2017. D'une part, le conseiller Jordi Jané lance le recrutement de 500 Mossos d'Esquadra et l'achat de 6 millions d'euros de matériel, après plusieurs années de diminution des forces de police. D'autre part, il organise la Junta de Seguretat de Catalunya, une réunion de coordination des polices catalane et espagnole pour la lutte antiterroriste, qui n'avait pas été réunie depuis huit ans. Les deux projets rencontrent des difficultés de la part de l'État espagnol, dans le contexte de tensions liées au processus indépendantiste. Le ministre espagnol de l'Intérieur Juan Ignacio Zoido refuse d'abord de participer à la Junta de Seguritat, et le ministère des Finances s'oppose à la création des 500 postes de Mossos. Les négociations entre les deux gouvernements aboutissent à des solutions favorables : le gouvernement catalan obtient la création des 500 postes de Mossos en modifiant la procédure, et la Junta de Seguritat, réunie le 10 juillet 2017, acte la participation de la police catalane aux instances de coordination de la lutte antiterroriste en Espagne.
En juillet 2017, le gouvernement fait face à des tensions internes, car l'organisation du référendum sur l'indépendance de la Catalogne prévu le 1er octobre expose ses membres à la répression et à des poursuites judiciaires de la part de l'État espagnol. Trois conseillers quittent leurs fonctions, dont Jordi Jané, en raison de sa réticence à assumer les conséquences du référendum. Le porte-parole du Parti démocrate européen catalan (PDeCAT) à Barcelone, Joaquim Forn, lui succède.